# Ryan Caldwell
Pour les articles homonymes, voir Caldwell.
Pas d'image ? Cliquez ici

a Compétitions nationales et continentales officielles uniquement.

b Matchs officiels uniquement.
Dernière mise à jour le 10 janvier 2018.
Ryan Caldwell est né le 1er septembre 1984 à Belfast (Irlande du Nord). C’est un joueur de rugby à XV international irlandais évoluant au poste de deuxième ligne (2 m et 112 kg).

## Carrière
Ryan Caldwell joue avec la province de l'Ulster en Coupe d'Europe et en Celtic league entre 2005 et 2011. 